# Jackson Tooth
Der Jackson Tooth (englisch für Jacksonzahn) ist ein 1215 m hoher Nunatak im ostantarktischen Coatsland. Er ragt am westlichen Ende des Pioneers Escarpment in der Shackleton Range auf.
Das UK Antarctic Place-Names Committee benannte ihn 1971 nach dem britischen Polarforscher Frederick George Jackson (1860–1938), der 1895 ein Pyramidenzelt entwickelte, das später zur Standardausrüstung britischer Polarexpeditionen wurde.